# 南市区 (上海市)
南市区（なんし-く）は中華人民共和国上海市にかつて存在した市轄区。上海旧市街全域及び現在の陸家浜地区、浦東南地区を含む上海で最も歴史の古い地区である。
区名の由来は1842年（道光22年）に締結された「南京条約」により上海が開港されると、イギリス政府は新開川北岸から蘇州河南岸に租界を設置した。上海人はイギリス租界を北市（現在の黄浦区及び静安区）と称し、その南側を南市と称したことによる。
元代の1292年（至元29年）から1933年（民国22年）まで上海県の県治が設置されていた。
行政区画としては1927年（民国16年）に設置された瀘南区を前身とする。1945年（民国34年）に瀘南区は廃止となり邑廟区及び蓬萊区に分割されたが、1960年に両区が統合され南市区が設置された。
1993年、黄浦江東岸が新たに開発された浦東新区に編入、2000年には黄浦江西岸が黄浦区に編入され南市区は廃止された。